# Иса ибн Али Аль Халифа
Иса I ибн Али Аль Халифа (1848 — 9 декабря 1932) — 8-й хаким Бахрейна из династии Аль Халифа (1 декабря 1869 — 9 декабря 1932). Старший сын хакима Бахрейна Али ибн Халифы (1868—1869).

## Биография
В 1868 году при поддержке англичан Али ибн Халифа Аль Халифа (отец Исы) поднял восстание против своего старшего брата, хакима Мухаммеда ибн Халифы (1834—1868), и захватил власть на Бахрейне. Мухаммед бежал в Кувейт, где стал готовиться к войне. В январе 1869 года в столице Бахрейна Манаме вспыхнуло восстание. Хаким Али ибн Халифа, один из его сыновей и его наиболее активные сторонники были убиты. Мухаммед ибн Халифа вновь вернулся на Бахрейн и вторично занял престол.
Осенью 1869 года британские войска захватили остров Бахрейн и взяли столицы — Манаму. Хаким Мухаммед ибн Халифа и его соратники были взяты в плен. Новым хакимом Бахрейна был провозглашён Иса ибн Али, старший сын хакима Али ибн Халифы (1868—1869), убитого в ходе восстания в Манаме.
В правление хакима Исы ибн Али Бахрейн окончательно превратился в английскую колонию. В 1871 году Иса согласился на установление английского протектората. В декабре 1880 года он подписал новый договор, который запрещал хакиму Бахрейна вступать в какие-либо переговоры с третьей державой. По всем важным внутренней и внешней политики он должен был теперь консультироваться с английским резидентом.
В 1892 году хаким Иса ибн Али подписал «Последнее исключительное соглашение», запрещавшее ему уступать, продавать, закладывать и отчуждать любую часть территории своего государства кому бы то ни было кроме британского правительства. В 1900 году Манама стал местом постоянного пребывания британского политического резидента, без консультаций с которым отныне не принималось ни одно важное решение.
В дальнейшем Бахрейн превратился в один из важнейших форпостов английского владычества на Востоке. Здесь была построена хорошо оборудованная морская база. В Манаме возник крупнейший в мире рынок жемчуга. В 1913 году на острове были введены модифицированные гражданский и уголовный кодексы Британской Индии.
В годы Первой мировой войны (1914—1918) значение Бахрейна для Великобритании ещё больше возросло. Опираясь на него, англичане смогли вести военные действия против турок-османов в Ираке.
В мае 1923 года бахрейнский хаким Иса ибн Али вынужден был под давлением англичан объявить своим соправителем второго сына Хамада (ок. 1872 — 1942). В 1926 году советником Хамада ибн Исы стал крупный чиновник министерства колоний Чарльз Белграйв.
В декабре 1932 года после смерти хакима Исы ибн Али его сын Хамад стал фактическим правителем Бахрейна.